# Ian Stevenson
Ian Pretyman Stevenson (31 de octubre de 1918-8 de febrero de 2007) fue un bioquímico, doctor en medicina y profesor universitario de psiquiatría canadiense. Hasta su jubilación en 2002 fue jefe de la División de Estudios de Percepción en la Universidad de Virginia, en la que se investigan fenómenos paranormales.
Stevenson consideraba que el concepto de reencarnación podía complementar a los de herencia y medio ambiente para ayudar a la medicina moderna a entender aspectos del comportamiento humano y su desarrollo. Viajó exhaustivamente durante un período de 40 años para investigar 3.000 casos de niños que hacían pensar en la posibilidad de vidas pasadas. Stevenson veía la reencarnación como la supervivencia de la personalidad después de la muerte, aunque nunca sugirió un proceso físico mediante el cual la personalidad pudiera sobrevivir a la muerte. Stevenson fue autor de varios libros, incluyendo Twenty Cases Suggestive of Reincarnation (1974, traducido al español como Veinte casos que hacen pensar en la reencarnación), Children Who Remember Previous Lives (1987), Where Reincarnation and Biology Intersect (1997), Reincarnation and Biology (1997), y European Cases of the Reincarnation Type (2003).
Ha habido una variada reacción hacia el trabajo de Stevenson. Sus críticos han cuestionado sus métodos de investigación y conclusiones, y su trabajo ha sido descrito por algunos como pseudociencia. Otros, sin embargo, afirman que su trabajo se llevó a cabo con el adecuado rigor científico. La investigación de Stevenson fue el tema del libro de Tom Shroder Old Souls: The Scientific Evidence for Past Lives (1999) y el libro de Jim B. Tucker Life Before Life: A Scientific Investigation of Children's Memories of Previous Lives (2005, traducido al español como Vida antes de la vida: Los niños que recuerdan vidas anteriores.).

## Biografía

### Educación y primeros años
Stevenson creció en Ottawa, donde su padre -escocés- fue el corresponsal canadiense del periódico The Times de Londres. Su madre estaba interesada en la teosofía, y Stevenson reconocería más tarde su extensa biblioteca sobre el tema como causa de su propio interés en lo paranormal. En su infancia Stevenson estuvo a menudo postrado en cama debido a ataques de bronquitis, una condición que continuaría a lo largo de su vida adulta y le conduciría a un hábito de lectura voraz durante toda su vida llevándole a leer más de 3500 libros según la lista que elaboró desde 1935.
Estudió medicina en la Universidad de Saint Andrews, en Escocia, y en la Universidad McGill en Montreal, recibiendo la licenciatura en 1942 y el doctorado en 1943, donde se graduó primero de su clase.

### Inicios de su carrera profesional
Después de su graduación, Stevenson aceptó una serie de puestos de trabajo en hospitales como interno o residente, antes de embarcarse en la investigación en la Universidad de Tulane centrada en la oxidación bioquímica de tejidos. Se interesó en la búsqueda de explicaciones para las enfermedades psicosomáticas, y a finales de la década de 1940 trabajó en el Hospital de Nueva York como parte de un equipo de investigación en medicina psicosomática, un tema que persistió a lo largo de su investigación posterior. Este trabajo le convenció de que el reduccionismo de la bioquímica la hacía inadecuada como herramienta explicativa, y optó por seguir la psiquiatría en medicina interna.
Después de su capacitación como psiquiatra, Stevenson enseñó en la Universidad Estatal de Luisiana. En la década de 1950, inspirado por una reunión con Aldous Huxley, estuvo involucrado en los primeros estudios médicos de los efectos del LSD y la mescalina. Probó LSD él mismo, describiendo tres días de "perfecta serenidad" y la sensación de que "nunca podría estar enojado de nuevo. Da la casualidad de que no funcionó, pero su recuerdo persistió como algo esperanzador".
En 1957, fue nombrado jefe del Departamento de Psiquiatría de la Universidad de Virginia. Sus primeras investigaciones científicas incluyeron enfermedades psicosomáticas, así como manuales sobre exámenes psiquiátricos y entrevistas con pacientes.

## Intereses en investigación

### Crítica del psicoanálisis
A principios de su carrera Stevenson se convirtió en una figura polémica entre los psicoanalistas. Se opuso a lo que él vio en Sigmund Freud como determinismo, argumentando que había poco espacio para el libre albedrío si el carácter de una persona estaba formado casi enteramente por sus experiencias infantiles. Su artículo de 1957 cuestionando si la personalidad era más plástica en la infancia que en la edad adulta provocó fuertes reacciones de los psicoanalistas. Más tarde diría que el rechazo de sus puntos de vista en estos casos, le ayudó a prepararse para el rechazo que experimentaría en su trabajo sobre fenómenos paranormales.

### Interés en parapsicología
Stevenson llegó a ver tanto al conductismo como al psicoanálisis incapaces de explicar la formación de las características individuales y de la personalidad. A finales de la década de los 50 pasó revista a "casos que sugieren la reencarnación", y quedó impresionado por ciertas similitudes entre los informes publicados, en particular que una proporción significativa de sujetos de menos de 10 años de edad aparentemente recordaban sus vidas pasadas. Comenzó a recopilar e investigar casos de niños que parecían recordar sus vidas pasadas, sin utilizar la hipnosis. Después de publicar un artículo sobre la reencarnación en 1960, Stevenson fue invitado a viajar a la India y a Sri Lanka por la autoproclamada psíquica y fundadora de la Fundación de Parapsicología Eileen J. Garrett. El viaje le convenció de que los casos de niños eran abundantes e impresionantes. En la época de sus primeras visitas a la India, el inventor Chester Carlson comenzó a ofrecer apoyo financiero para su trabajo, y cuando Carlson falleció en 1968 dejó un millón de dólares para dotar una cátedra en la Universidad de Virginia, y otro millón de dólares al propio Stevenson para que continuara sus investigaciones sobre la reencarnación.

#### División de Estudios de la Personalidad
La donación de Carlson permitió a Stevenson crear la División de Estudios de la Personalidad en la Universidad de Virginia, con el principio fundacional de llevar a cabo "la investigación científica empírica de que los fenómenos que sugieren que las actualmente aceptadas hipótesis y teorías científicas sobre la naturaleza de la mente o la conciencia, y su relación con la materia, pueden ser incompletas". Sigue siendo uno de los departamentos académicos en el mundo dedicado al estudio de fenómenos paranormales. Más tarde fue denominado División de Estudios de Percepción (Division of Perceptual Studies: DOPS), con Stevenson designado como Director. Stevenson se opuso a utilizar la palabra "parapsicología" para describir su departamento e investigación, argumentando que su trabajo era una extensión de su obra más convencional de trabajo psiquiátrico, y diferente de la parapsicología.

#### Investigación sobre la reencarnación
Stevenson realizó múltiples viajes para llevar a cabo su investigación de campo sobre la reencarnación, investigando casos en África, Europa, India y América del Norte y del Sur, registrando cerca de 55.000 millas al año entre 1966 y 1971. Informó que los niños que estudió normalmente empezaban a hablar de sus supuestas vidas pasadas entre los dos y los cuatro años, y dejaban de hacerlo hacia los siete u ocho años, con frecuentes menciones de haber fallecido de muerte violenta, y lo que parecían ser claros recuerdos de la forma en que murieron. Después de entrevistar a los niños, sus familias y otros, Stevenson intentaba identificar si había existido una persona que satisficiera las diversas afirmaciones y descripciones recogidas, y que hubiera muerto antes del nacimiento del niño.
La investigación de Stevenson se asocia con un modelo "minimalista" de la reencarnación que no hace ninguna afirmación religiosa. De acuerdo con Robert Almeder, la característica central de este modelo es que "Hay algo esencial en algunas personalidades humanas que, en última instancia, no es plausible interpretar exclusivamente en términos de estados mentales o estados o propiedades del cerebro, o propiedades biológicas causadas por el cerebro y, además, tras la muerte biológica este rasgo esencial no reducible, a veces persiste durante algún tiempo, de alguna manera, en algún lugar, y por alguna razón, existiendo independientemente del cerebro y el cuerpo anterior de la persona. Además, después de algún tiempo, algunos de estos rasgos esenciales irreductibles de la personalidad humana, por una u otra razón y por un mecanismo u otro, vienen a residir en otros cuerpos humanos, ya sea en algún momento durante el período de gestación, en el parto, o poco después del nacimiento."
Stevenson creía que los casos más contundentes que había recogido en apoyo de este modelo implicaban tanto testimonios como pruebas físicas. En más de 40 de estos casos, Stevenson reunió pruebas físicas relacionadas con las a menudo raras e inusuales marcas y defectos de nacimiento que, según él, coincidían con las heridas registradas en los registros médicos o post mortem para el individuo que Stevenson identificó como la personalidad de la vida pasada.
Los niños de los estudios de Stevenson a menudo se comportaban, según él, de formas que hacían pensar en un vínculo con la vida anterior. Estos niños mostraban emociones hacia los miembros de la familia anterior coherentes con lo que afirmaban de su vida pasada, por ejemplo, mostrando deferencia a un esposo o dando órdenes a un antiguo hermano o hermana menor más joven, que por entonces era en realidad mucho mayor que el niño en cuestión. Muchos de estos niños también mostraban filias y fobias relacionadas con la forma de su muerte, con más de la mitad de ellos que describió una muerte violenta teniendo miedo de las armas asociadas. Muchos de los niños también incorporaban elementos de su declarada profesión anterior en sus juegos, mientras que otros representaban y exteriorizaban la muerte que afirmaron tener en repetidas ocasiones.
Tom Shroder afirmó que la técnica de trabajo de campo de Stevenson era la de un detective o un periodista de investigación, buscando explicaciones alternativas al material que se le ofrecía. Uno niño de Beirut se describió habiendo sido un mecánico de 25 años, muerto al ser atropellado por un automóvil en una carretera de la playa. Testigos dijeron que el muchacho dio el nombre del conductor, así como los nombres de sus hermanas, padres y primos, y el lugar del accidente. Los detalles coincidían con la vida de un hombre que había muerto años antes de que naciera el niño, y al parecer ajeno a la familia del niño. En estos casos, Stevenson buscaba explicaciones alternativas: Que el niño hubiera descubierto la información de una manera normal, que los testigos estuvieran mintiéndole a él o a ellos mismos, o que el asunto se redujera a una coincidencia. Shroder escribe que, en decenas de casos, ninguna explicación alternativa parecía ser suficiente.
Stevenson argumentó que los aproximadamente 3.000 casos estudiados apoyaban la posibilidad de la reencarnación, a pesar de que siempre se mostraba prudente al referirse a ellos como "casos que hacen pensar en la reencarnación", o "casos del tipo reencarnación". También reconoció una limitación, o lo que Paul Edwards llama "el problema modus operandi", es decir, la ausencia de evidencia de un proceso físico mediante el cual una personalidad podría sobrevivir a la muerte y viajar a otro cuerpo. Frente a esto, Robert Almeder argumenta que "no se puede saber cómo algo ocurre, pero hay muchas evidencias de que ocurre". Un trabajo reciente de Roger Penrose y Stuart Hameroff sobre la conciencia cuántica ha sido sugerido como pista a un posible mecanismo para la persistencia de la conciencia después de la muerte. Sin embargo, la hipótesis de la mente cuántica en la que se basa este trabajo, es en sí misma objeto de debate en curso.

#### Acogida
Las conclusiones de Stevenson obtuvieron poco apoyo de la comunidad científica, a pesar de que Eugene Brody ha sugerido que muchos de ellos simplemente desestimaron ideas como la reencarnación. Mientras que Stevenson publicaba su investigación en revistas científicas revisadas por colegas profesionales, y tres observadores científicos expresaban que Stevenson siguió rigurosamente el método científico en la realización de su investigación, la corriente dominante de científicos "tendía a ignorar o descartar sus décadas en la especialidad y sus muchas publicaciones".
En 1977 el Journal of Nervous and Mental Disease dedicó la mayor parte de un número al trabajo de Stevenson.
En una editorial de ese número, el psiquiatra Eugene Brody explicó la decisión de publicar la investigación que normalmente podría ser considerada como falta de rigor científico, debido a la "credibilidad científica y personal de los autores, la legitimidad de sus métodos de investigación, y la conformidad de su razonamiento a los cánones habituales del pensamiento racional". En el mismo número el psiquiatra Harold Lief escribió en un comentario: " O [Stevenson] está cometiendo un error colosal, o será conocido ... como el Galileo del siglo XX". Más recientemente, el libro European Cases of the Reincarnation Type de Stevenson, se describió en una crítica como "un ejemplo inspirador de la aplicación de un protocolo minucioso para separar los hechos de la fantasía".

#### Crítica
El trabajo de Stevenson ha sido criticado por grupos de escépticos tales como The Skeptics Society y personas como Robert Todd Carroll y el filósofo Paul Edwards, que incluyó una extensa crítica de los trabajos de Stevenson en su libro Reincarnation: A Critical Examination. En cada una de estas críticas, los autores cuestionan los métodos utilizados y las pruebas reunidas por Stevenson, y ofrecen explicaciones alternativas, más convencionales, de los casos tipo que Stevenson argumentó que sugerían la reencarnación. El filósofo Paul Kurtz, fundador del Comité para la Investigación Escéptica, ha ido más allá sugiriendo que la investigación de Stevenson sobre la reencarnación es pseudociencia. Por el contrario, en sus libros Death and Personal Survival y Beyond Death: The Evidence for Life After Death, el filósofo Robert Almeder apoyó la investigación de Stevenson, refutando la mayor parte de las objeciones de Kurtz, y concluyendo que la evidencia que reunió argumenta fuertemente a favor de la reencarnación, hasta el punto de ser irracional el no creer que algunas personas reencarnan. El escéptico Sam Harris dijo de Stevenson: "O él es víctima de un fraude realmente elaborado, o algo interesante está pasando".

## Jubilación
Después de la muerte en 1984 de su esposa Octavia, Stevenson se casó con Margaret Pertzoff en 1985. Se jubiló en 2002, aunque el Departamento de Estudios de Percepción continúa su trabajo. Bruce Greyson ha asumido el cargo de Director, mientras que Jim B. Tucker, un psiquiatra infantil, continúa la investigación de Stevenson sobre la reencarnación con niños, centrándose en los casos de América del Norte y explorando posibles mecanismos para la transferencia de la personalidad.
Tucker dijo que hacia el final de su vida, Stevenson sintió que su largo objetivo declarado de conseguir que la ciencia considerara la reencarnación como una posibilidad, no iba a realizarlo en esta vida. De acuerdo con su obituario de la Universidad de Virginia, su mayor frustración no era que la gente desestimara sus teorías, sino que la mayoría, en su opinión, lo hizo sin siquiera leer las evidencias que había reunido. Stevenson murió de neumonía en la comunidad Blue Ridge Retirement en Charlottesville (Virginia), el 8 de febrero de 2007.

## El armario archivador cerrado con llave
Hace casi 40 años, Stevenson compró y colocó una cerradura de combinación en un archivador de la División de Estudios de la Percepción. Basó la combinación en un recurso mnemotécnico que sólo él conocía, posiblemente una palabra o una frase.
Una colega, Emily Williams Kelly, contó a The New York Times: "Lo que sí dijo, es que si se sentía capaz, trataría de comunicarla. Supongo que si alguien tuvo un sueño vívido sobre él, en el que apareciera una palabra o frase que se repitiera -no sé muy bien cómo funcionaría-, si pareciese lo suficientemente prometedora, trataríamos de abrirla utilizando la combinación sugerida". En febrero de 2007, el Times informa de que el armario archivador continúa cerrado.

### Libros
Ian Stevenson fue autor o coautor de más de una docena de libros. Stevenson murió en 2007, y muchos de esos libros son mencionados en su obituario en el British Medical Journal, New York Times, y el Washington Post.

#### Primeros libros médicos
- Medical History-Taking, New York: Paul B. Hoeber, 1960.
- The Psychiatric Examination, Boston: Little, Brown, 1969.
- The Diagnostic Interview (2ª edición revisada de Medical History-Taking), New York: Harper & Row, 1971.

#### Veinte casos que hacen pensar en la reencarnación
- Veinte casos que hacen pensar en la reencarnación (traducción de Twenty Cases Suggestive of Reincarnation), Ed.Mirach, S.A., ISBN 978-84-87476-33-4, 1992.
- Twenty Cases Suggestive of Reincarnation, University of Virginia Press, ISBN 0-8139-0872-8, 1966.
- Twenty Cases Suggestive of Reincarnation, (segunda edición revisada y ampliada), University of Virginia Press, ISBN 978-0-8139-0872-4, 1974.
  - Este libro incluye informes detallados de 20 casos de niños (de cinco países diferentes) que afirmaban recordar vidas pasadas.[31]

#### Casos de reencarnación
- Cases of the Reincarnation Type Vol. I: Ten Cases in India, University of Virginia Press, 1975.
- Cases of the Reincarnation Type Vol. II: Ten Cases in Sri Lanka, University of Virginia Press, 1978.
- Cases of the Reincarnation Type Vol. III: Twelve Cases in Lebanon and Turkey, University of Virginia Press, 1980.
- Cases of the Reincarnation Type Vol. IV: Twelve Cases in Thailand and Burma, University of Virginia Press, 1983.

#### Marcas y defectos de nacimiento
- Reincarnation and Biology: A Contribution to the Etiology of Birthmarks and Birth Defects Volume 1: Birthmarks y Reincarnation and Biology: A Contribution to the Etiology of Birthmarks and Birth Defects Volume 2: Birth Defects and Other Anomalies. (2 volúmenes), Praeger Publishers, ISBN 0-275-95282-7, 1997.
- Where Reincarnation and Biology Intersect. Praeger Publishers, ISBN 0-275-95282-7, 1997. (Versión corta y no-técnica de Reincarnation and Biology, para el gran público)

#### Otros libros
- Children Who Remember Previous Lives: A Question of Reincarnation, (edición revisada) ISBN 0-7864-0913-4, 2000, (Introducción general no-técnica a Reincarnation research).
- European Cases of the Reincarnation Type. McFarland & Company, ISBN 0-7864-1458-8, 2003.
- Telepathic Impressions: A Review and Report of 35 New Cases, University Press of Virginia, 1970.
- Unlearned Language: New Studies in Xenoglossy. University of Virginia Press, ISBN 0-8139-0994-5, 1984.
- Xenoglossy: A Review and Report of A Case, University of Virginia Press, 1974.
- A World in a Grain of Sand: The Clairvoyance of Stefan Ossowiecki, ISBN 978-0-7864-2112-1, (con Mary Rose Barrington y Zofia Weaver), McFarland Press, 2005.

### Artículos seleccionados
- Stevenson, I (1977). «The explanatory value of the idea of reincarnation». The Journal of nervous and mental disease 164 (5): 305-26. PMID 864444. doi:10.1097/00005053-197705000-00002.
- Stevenson, I (1983). «American children who claim to remember previous lives». The Journal of nervous and mental disease 171 (12): 742-8. PMID 6644283. doi:10.1097/00005053-198312000-00006.
- Stevenson, Ian (1985). «The Belief in Reincarnation Among the Igbo of Nigeria». Journal of Asian and African Studies 20: 13-30. doi:10.1177/002190968502000102. Archivado desde el original el 4 de noviembre de 2012. Consultado el 2 de enero de 2012.
- Stevenson, I. (1986). «Characteristics of Cases of the Reincarnation Type among the Igbo of Nigeria». Journal of Asian and African Studies 21: 204. doi:10.1177/002190968602100305.
- Stevenson, Ian (1993). «Birthmarks and Birth Defects Corresponding to Wounds on Deceased Persons». Journal of Scientific Exploration 7 (4): 403-10. Archivado desde el original el 6 de julio de 2010.
- Cook, Emily Williams; Greyson, Bruce; Stevenson, Ian (1998). «Do Any Near-Death Experiences Provide Evidence the Survival of Human Personality after Relevant Features and Illustrative Case Reports». Journal of Scientific Exploration 12 (3): 377-406. Archivado desde el original el 6 de julio de 2010.
- Stevenson, I (1999). «Past lives of twins». Lancet 353 (9161): 1359-60. PMID 10218554. doi:10.1016/S0140-6736(05)74353-1.
- Stevenson, I (2000). «The phenomenon of claimed memories of previous lives: possible interpretations and importance». Medical Hypotheses 54 (4): 652-9. PMID 10859660. doi:10.1054/mehy.1999.0920.
- Stevenson, I (2001). «Ropelike birthmarks on children who claim to remember past lives». Psychological reports 89 (1): 142-4. PMID 11729534. doi:10.2466/PR0.89.5.142-144.
- Pasricha, Satwant K.; Keil, Jürgen; Tucker, Jim B.; Stevenson, Ian (2005). «Some Bodily Malformations Attributed to Previous Lives». Journal of Scientific Exploration 19 (3): 159-83. Archivado desde el original el 17 de diciembre de 2010.